# クララ・ラゴ
クララ・ラゴ・グラウ（Clara Lago Grau、1990年3月6日 - ）は、スペイン、マドリード州出身の女優。

## 経歴
1990年にマドリード州で生まれた。それまでにもテレビドラマへの出演経験があったが、9歳だった2000年に『Terca Vida』で映画デビューし、同年にはアンテナ3で放送された『カンパニェロス』にも出演した。2002年にはイマノル・ウリベ監督の映画『キャロルの初恋』に主演し、ゴヤ賞の新人女優賞にノミネートされた。
2008年の第56回サン・セバスティアン国際映画祭では、「スペイン映画の最優秀新人俳優」に選出された。2011年には映画『ヒドゥン・フェイス』に出演し、ベルリン国際映画祭のシューティング・スター賞に選出された。2014年にはエミリオ・マルティネス＝ラサロ監督の映画『Ocho apellidos vascos』に出演した。この映画は2014年にスペインで公開された映画中最高の7,700万ドルの興行収益を記録し、歴代の興行収益では『アバター』（1億900万ドル）に次ぐ第2位、スペイン映画としては歴代最高の興行収益を記録した。2015年にはミゲル・アンヘル・ビバス監督の『Extinction』の公開され、マシュー・フォックスやジェフリー・ドノヴァンと共演した。この映画はフアン・デ・ディオス・ガルドゥーニョのベストセラー『Y pese a todo』の改作である。

## 人物
2011年から2014年まで、2歳年上の俳優のフェラン・ビラホサーナ(スペイン語版)と交際していた。2014年4月、『Ocho apellidos vascos』で共演した10歳年上のコメディアン・俳優のダニ・ロビラ(英語版)と交際を始めた。

## 出演作品

### 映画
- ヒドゥン・フェイス (ベレン・エチェベリア) (2011年)
- マルティナの住む街 (クララ) (2011年)
- モンスター・ホテル (Mavis(声の出演)) (2012年)
- ザ・エンド（en:The End (2012 film)）（2012年）
- Ocho apellidos vascos (Amaia) (2014年)
- ハーモニー・オブ・ザ・デッド Extinction (2015年)
- エンド・オブ・トンネル（en:At the End of the Tunnel）（2016年）
- スターシップ9 (2017年)
- トレイン・ミッション（2018年）